# Villán de Tordesillas
Villán de Tordesillas est une commune de la province de Valladolid dans la communauté autonome de Castille-et-León en Espagne.

## Sites et patrimoine
L'édifice notable de la commune est l'église San Miguel.

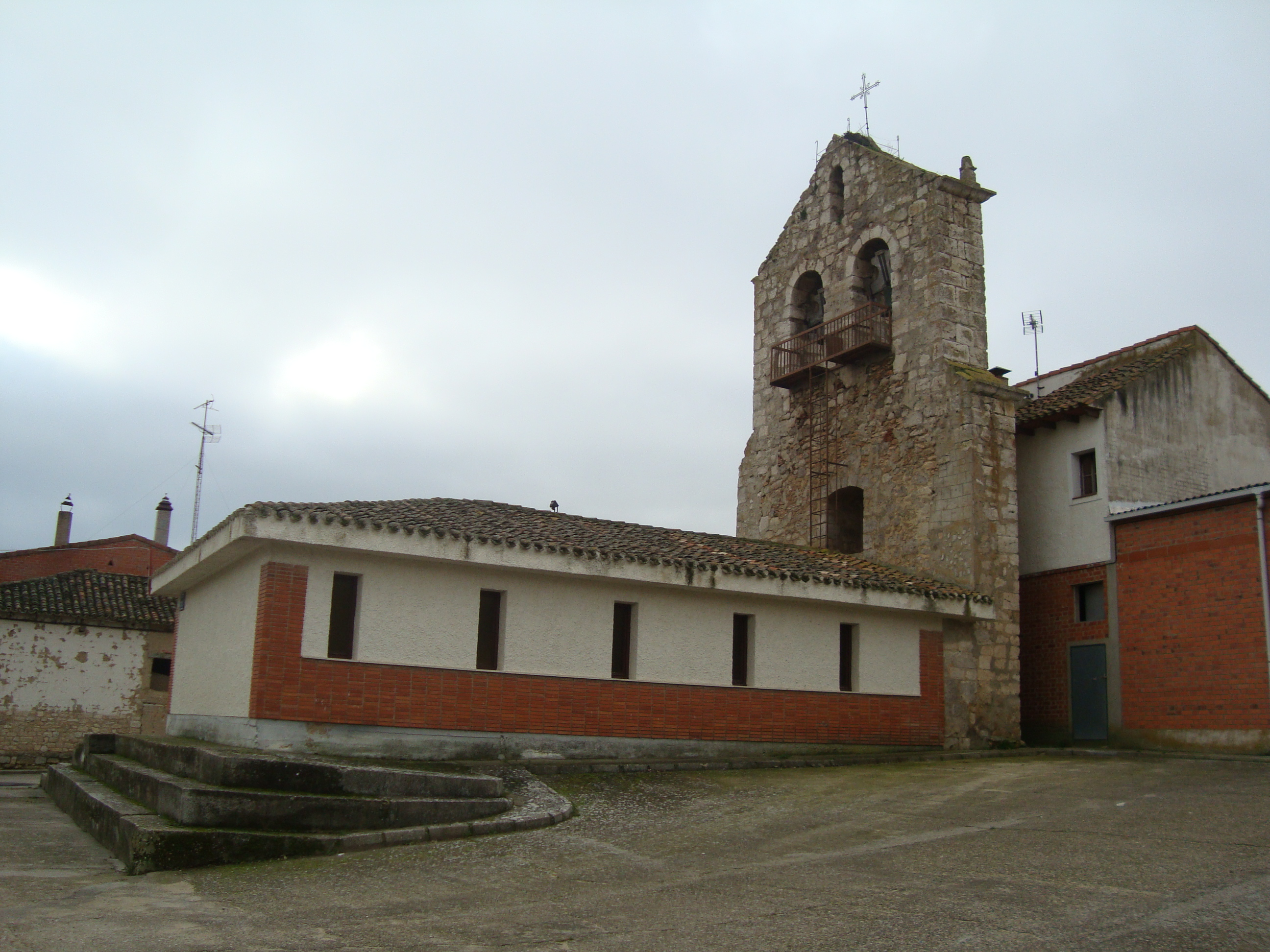
Église San Miguel.
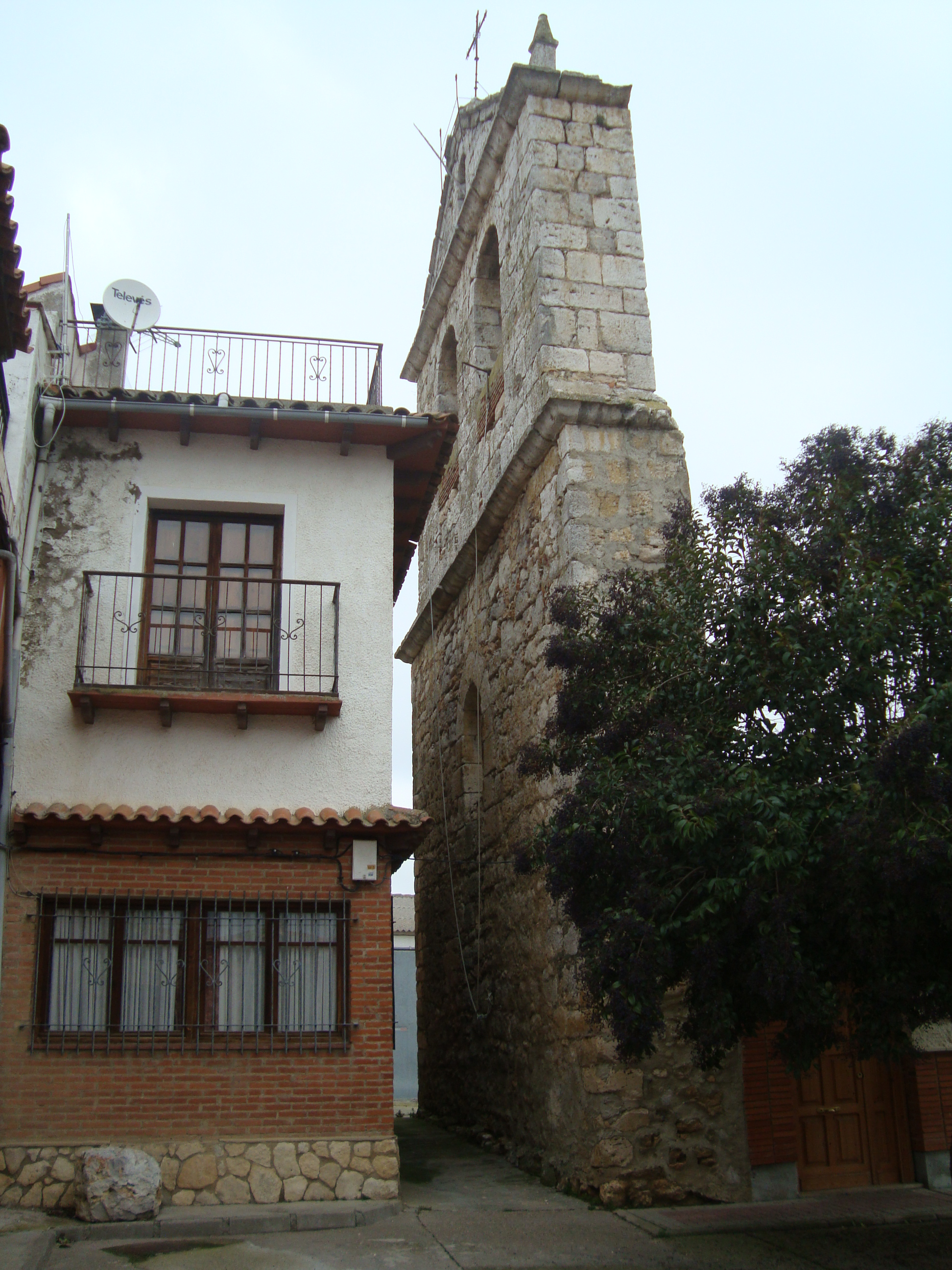
Église San Miguel.
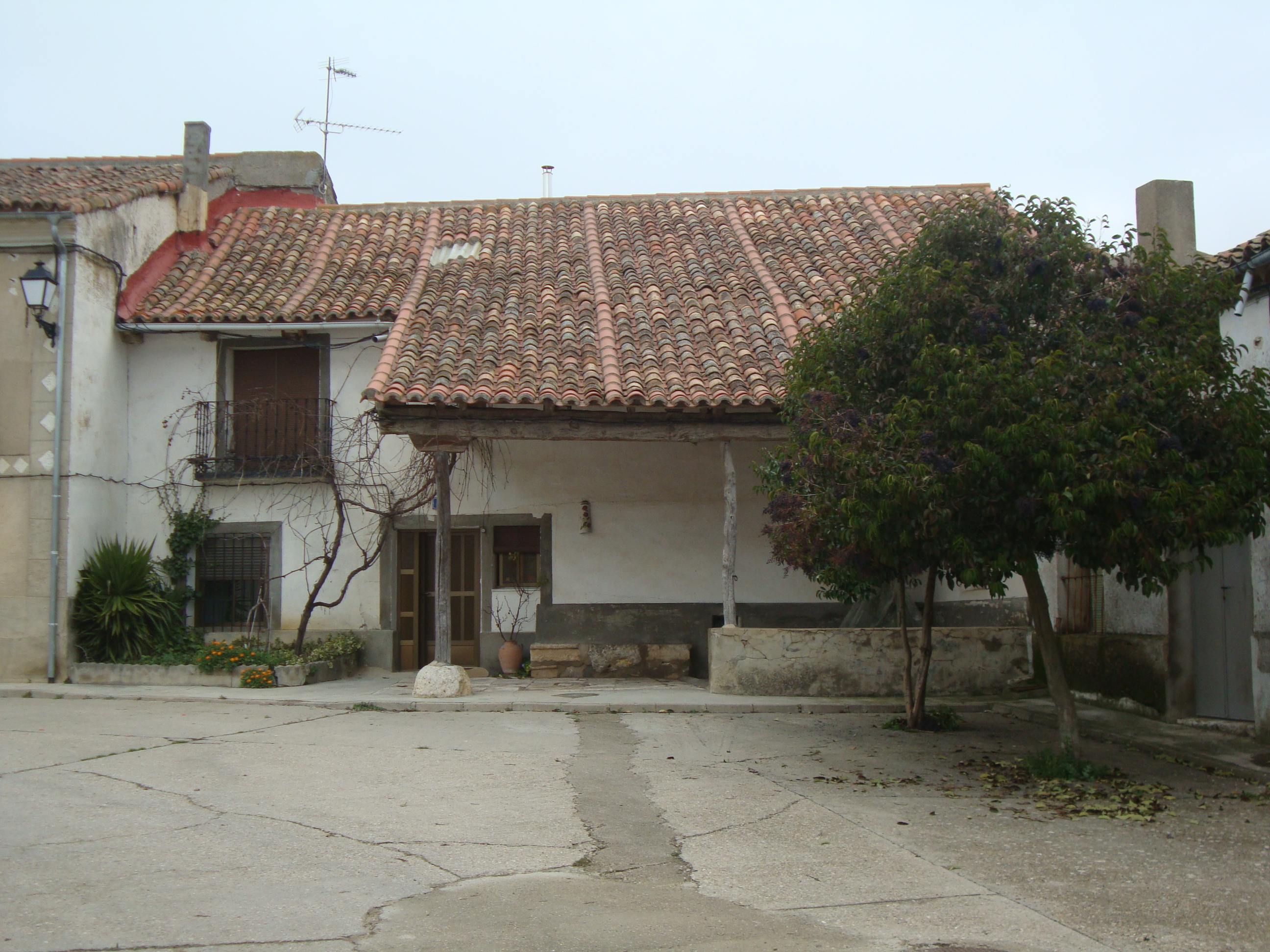
Maison du village.